# Malakoff (Texas)
Pour les articles homonymes, voir Malakov.
Malakoff est une ville du comté de Henderson, au Texas, États-Unis. Sa population était de 2 324 habitants lors du recensement de 2010.

## Géographie
Selon le Bureau du recensement des États-Unis, la ville a une superficie de 7,3 km2 dont 7,2 km2 de terres et 0,1 km2 (0,71 %) d'eau. Malakoff se trouve à environ 5 kilomètres du lac de Cedar Creek Reservoir (Texas) (en).

## Démographie
| Groupe            | Malakoff | Texas | États-Unis |
| ----------------- | -------- | ----- | ---------- |
| Blancs            | 69,5     | 70,4  | 72,4       |
| Afro-Américains   | 18,7     | 11,9  | 12,6       |
| Autres            | 8,8      | 10,6  | 6,4        |
| Métis             | 2,2      | 2,7   | 2,9        |
| Amérindiens       | 0,7      | 0,7   | 0,9        |
| Asiatiques        | 0,1      | 3,8   | 4,8        |
| Total             | 100      | 100   | 100        |
|                   |          |       |            |
| Latino-Américains | 16,1     | 37,6  | 16,7       |

Selon l'American Community Survey, pour la période 2011-2015, 87,24 % de la population âgée de plus de 5 ans déclare parler l'anglais à la maison, 11,91 % l'espagnol, 0,53 % le vietnamien et 0,32 % le portugais.